# La Vaca
La Vaca es una población del Municipio Simón Bolívar del estado Zulia, Venezuela.

## Ubicación
Se encuentra entre la carretera A al norte, la Av. 21 al este, la carretera B al sur y el lago de Maracaibo al oeste.

## Zona residencial
La Vaca se encuentra entre las poblaciones de San Isidro al norte y Tacarigua al sur, originalmente un hato ganadero, de ahí el nombre. La Vaca es sitio de varios hatos, contratistas y depósitos de materiales, Su principal área poblada es el complejo urbanístico Ciudad Bolívar, construido en 2011 por la gran misión vivienda consta de apartamentos y casas. Al sur de la Vaca se encuentra el complejo Ulé que es lo único que la separa de Tacarigua. Además dentro del Sector La Vaca comúnmente conocido, encontramos localidades Como, 'La Victoria, la GLP, La Esperanza, San Antonio', y La Vaca (localidad dentro del mismo sector), entre las empresas que se localizan en este sector tenemos Propelca, Incopreca, Techos e impermeables Delvis Rodríguez y otras más.

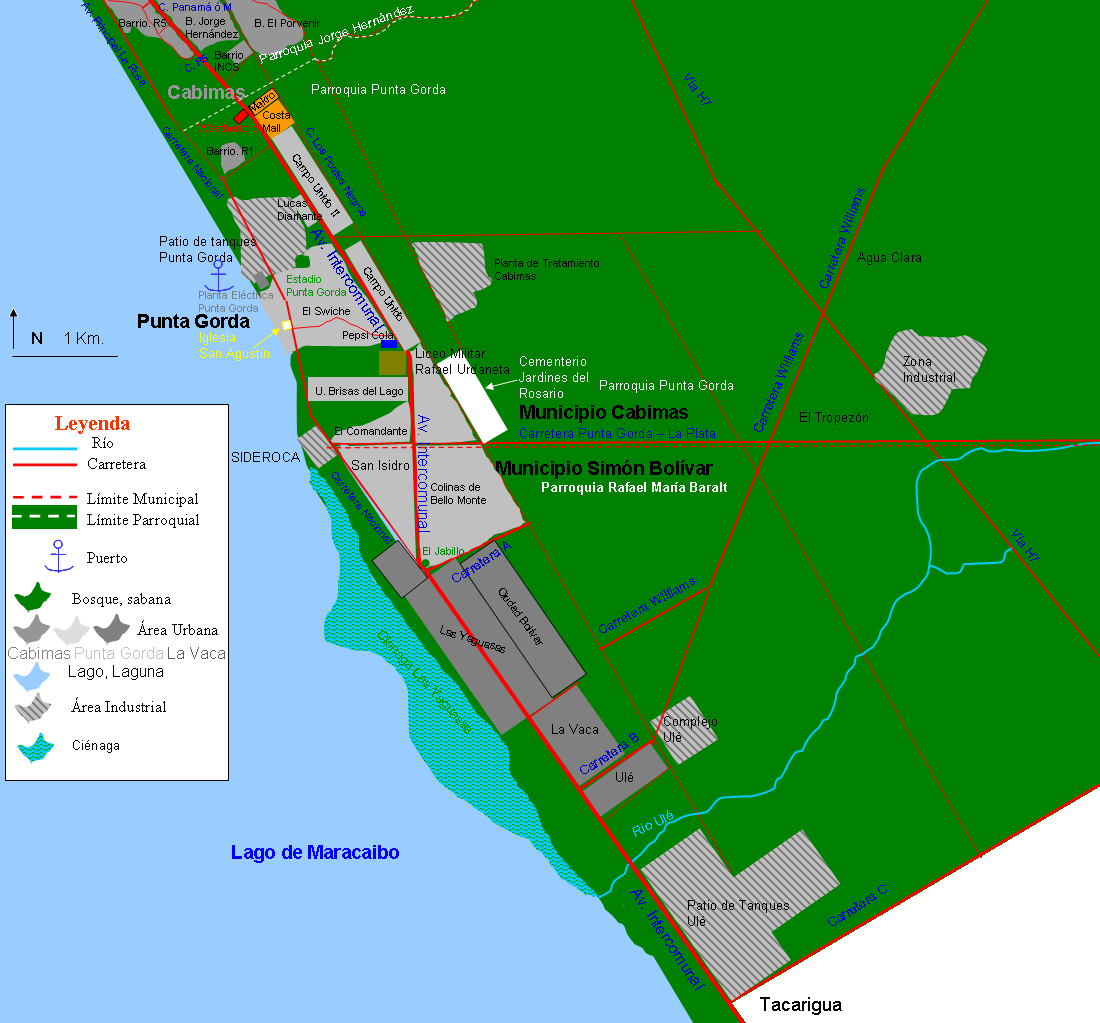
Mapa de las poblaciones de Punta Gorda y La Vaca.

## Vialidad y transporte
Las carreteras A, B, y Williams comienzan en la Vaca, la Williams comienza en Ulé un poco al sur y llega a Dabajuro. La Vaca como tal tiene pocas calles y varias son de tierra.
La línea Cabimas - Lagunillas pasa por la Av Intercomunal.

## Turismo
La Vaca es una localidad que colinda con el Lago de Maracaibo, uno de los lagos más grandes del mundo, además también queda a unos minutos del parque Las Yaguasas, localidad que colinda con el sector La Vaca, aunque momentáneamente su atractivo no es muy grato, hay planes sociales de inversión para mejorar el turismo de este.